# Ekholmssjön
Ekholmssjön är en av två insjöar strax söder om Vittinge i Heby kommun i Uppland och ingår i Norrströms huvudavrinningsområde. Sjön är 6,4 meter djup, har en yta på 0,567 kvadratkilometer och befinner sig 62 meter över havet. Vid provfiske har bland annat abborre, braxen, gers och gädda fångats i sjön. Ekholmssjön ska ha ett bestånd av flodkräftor.

## Delavrinningsområde
Ekholmssjön ingår i delavrinningsområde (662851-157219) som SMHI kallar för Mynnar i Örsundaån. Medelhöjden är 51 meter över havet och ytan är 88,7 kvadratkilometer. Räknas de 2 avrinningsområdena uppströms in blir den ackumulerade arean 150,02 kvadratkilometer. Skattmansöån som avvattnar avrinningsområdet har biflödesordning 4, vilket innebär att vattnet flödar genom totalt 4 vattendrag innan det når havet efter 105 kilometer. Avrinningsområdet består mestadels av skog (47 procent) och jordbruk (41 procent). Avrinningsområdet har 1,21 kvadratkilometer vattenytor vilket ger det en sjöprocent på 1,4 procent.

## Fisk
Vid provfiske har följande fisk fångats i sjön:
- Abborre
- Braxen
- Gärs
- Gädda
- Mört
- Sarv